# KK Strumica
El KK Strumica (en macedonio: КК Струмица) es un club de baloncesto profesional de la ciudad de Strumica, que milita en la Prva Liga, la máxima categoría del baloncesto macedonio. Disputa sus partidos en el Sports Hall Park, con capacidad para 2300 espectadores.

## Historia
Fundado en 2005 bajo el nombre de ABA Strumica, estuvieron jugando en la Vtora Liga (2ª Div) hasta 2010, ya que esa misma temporada quedaron subcampeones de la Vtora Liga y ascendieron a la Prva Liga.
En julio de 2012, varios clubes de Strumica se fusionaron con el ABA Strumica, como fueron el KK Millenium Strumica, el Gorani Basket o el Felix. En 2014 cambiaron su nombre a KK Strumica.

## Nombres
- ABA Strumica (2005-2014)
- KK Strumica (2014-presente)

## Posiciones en liga
| - 2006: 11º-(2) - 2007: (3) - 2008: (2) - 2009: 5º-(2) - 2010: (2) - 2011: 6º-(Superleague) | - 2012: 9º - 2013: 7º - 2014: 6º - 2015: 7º - 2016: 7º |

## Palmarés
- Subcampeón de la Vtora Liga (2ª Div)

2010

## Jugadores destacados
| - Mrdjan Markovic - Eftim Bogoev - Zlatko Gocevski - Toni Grnčarov - Mario Hasanov - Branko Janevski - Nikola Karakolev - Jove Kurciev - Daniel Milanovski - Dzaner Osman - Luka Petrovski - Dime Tasovski - Miko Golubovic - Aleksandar Andrejević - Milos Andrejević - Sanjin Balas | - Nemanja Arsic - Branislav Đekić - Milan Janjušević - Aleksandar Jevdic - Aleksandar Jovanović - Jovan Jovanović - Nemanja Karalic - Stefan Lukovic - Aleksandar Marelja - Lazar Marković (baloncestista nacido en 1993) - Miloš Milović - Filip Pajevic - Danilo Sibalic - Uros Velickovic - Marko Zoćević - Jeremiah Boswell | - Philip Brooks - David Buchberger - John Chappell - Ashanti Cook - Mike Grinder - Zach Hyatte - Jason Jackson - Reggie Keely - Tim Lewis - Andrew Stimson - Tomčo Sokolov - Kosta Karamanolev - Jakov Stojanovic - Njegos Abazović - Clive Weeden |